# Holger Forchhammer
Holger Forchhammer (Aalborg, 21 ottobre 1866 – Copenaghen, 19 maggio 1946) è stato un medico, calciatore e dirigente sportivo danese, secondo presidente del Comitato olimpico nazionale. Fu marito dell'attrice Berthe Forchhammer.

## Carriera
Forchhammer era figlio del filologo Johannes Forchhammer, rettore dell'Università di Aalborg e poi del collegio di Herlufsholm. Conseguì la laurea in quest'ultima sede nel 1884 e il titolo accademico di candidatus medicinæ nel 1891. Fu specializzando presso il Kysthospital på Refsnæs nel 1893-1894, capoambulatorio del Frederiks Hospital nel 1896-1897, e dal 1898 esercitò all'Istituto Finsen di Copenaghen, dove fu primario nel 1899-1912.
Fu stretto collaboratore di Niels Finsen all'inizio della carriera del futuro premio Nobel.

## Dirigente sportivo
Nel 1897 divenne presidente del Comitato Olimpico Danese, ufficio che mantenne fino al 1899. Per i suoi trentuno anni all'epoca, è il più giovane eletto di sempre a questa carica.
Fu calciatore, militò nell'Akademisk Boldklub e vinse cinque volte il campionato copenaghense (1889-1890, 1892-1893, 1894-1895, 1898-1899).
Nel 1886, insieme a  Wescher, Sylow e Markmann, tradusse in danese il regolamento del calcio inglese, introducendo così in Danimarca regole come il fuorigioco e il fallo di mano, che furono applicate in un incontro per la prima volta l'anno seguente. In precedenza si usava un misto di regole calcistiche e rugbistiche, cosicché l'iniziativa segnò un deciso passo avanti verso l'adozione del calcio nella forma odierna.
Ottenne una medaglia al valore (Medaljen for ædel Daad) e alcune onorificenze straniere.